# Ken Vilber
Ken Vilber (engl. Ken Wilber; 31. januar 1949) je američki integralni filozof i predstavlja jednog od osnivača tog pravca u svetu. Pored integralne filozofije, intenzivno se bavi oblastima kao što su duhovnost, svest, psihologija, postmodernizam i filozofija dalekog istoka. Najpoznatije delo mu je Seks, ekologija, duhovnost koja obuhvata ključne elemente njegovog integralnog pristupa.

## Spoljašnje veze
Mediji vezani za članak Ken Vilber na Vikimedijinoj ostavi